# Atanycolus ivanowi
Atanycolus ivanowi är en stekelart som först beskrevs av Kokujev 1898.  I den svenska databasen Dyntaxa används istället namnet Atanycolus sculpturatus. Atanycolus ivanowi ingår i släktet Atanycolus och familjen bracksteklar. Enligt den finländska rödlistan är arten nationellt utdöd i Finland. Arten är reproducerande i Sverige. Artens livsmiljö är naturmoskogar. Inga underarter finns listade.